# Privatización de vales

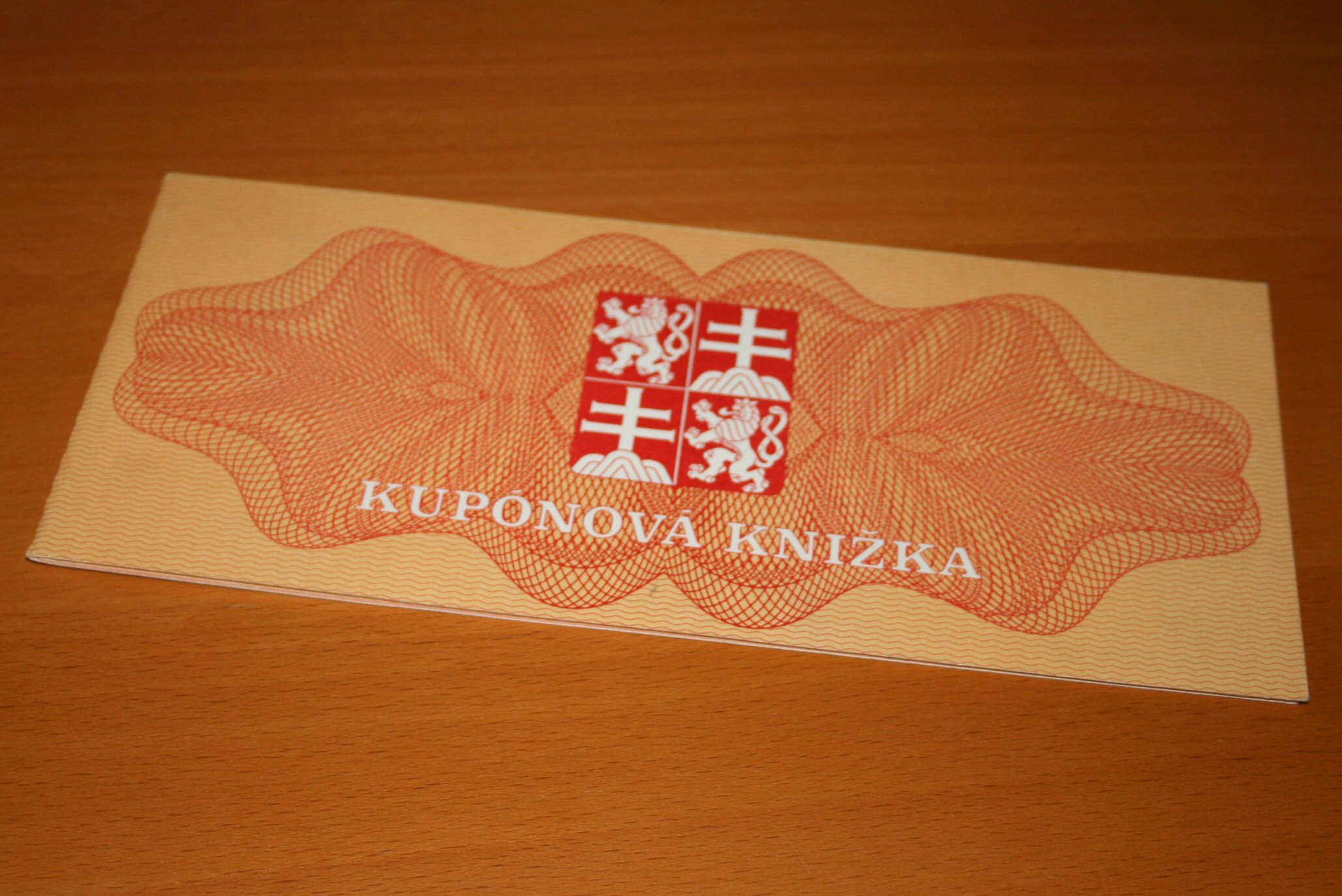
Bono de privatización de Checoslovaquia.

La privatización de vales (en inglés: Voucher privatization; en checo: Kuponová privatizace; en ruso: Приватизационный чек) es un método de privatización mediante el cual todos los ciudadanos reciben vales casi gratuitos que potencialmente representan acciones en empresas públicas. Es un método que se utilizó desde principios hasta mediados de la década de 1990 en países de Europa central y oriental (Rusia, Polonia, Eslovenia, Checoslovaquia). Cada ciudadano puede recibir el mismo número de bonos o un número variable según la edad o antigüedad en el mundo laboral.

## Experiencia checoslovaca
Checoslovaquia fue uno de los primeros países en implementar la privatización de bonos bajo la influencia de Václav Klaus, entonces ministro de Finanzas del país. Seis millones de checos (sobre 10 millones) pudieron entonces comprar por mil coronas checoslovacas -el equivalente a un tercio del salario mensual medio de la época- un "libreta de cupones" (kupónová knížka). Este último otorga el derecho a adquirir acciones de empresas públicas que se privatizarán, una convocatoria en términos financieros. El objetivo era transformar una de las empresas más marcadas por el dirigismo en una empresa de pequeños accionistas.
Este método permitió evitar la concentración de acciones de empresas públicas en manos de la antigua nomenklatura. También permitió una rápida privatización de la economía ya que en décembre 1994, el 80% de las empresas anteriormente públicas habían sido devueltas al sector privado. Václav Klaus pudo así declarar al final de este proceso de privatización, el 31 décembre 1996, que se había completado el proceso de transición a la economía de mercado.
Sin embargo, los resultados fueron decepcionantes e ilustraron en particular la necesidad de un marco reglamentario y legislativo estable para el buen funcionamiento del mercado, ya subrayada por la tradición liberal. Así, la ley de contabilidad que normaliza la presentación de los estados financieros de las empresas según el modelo europeo data de 1993, cuando en 1991 se inició la privatización mediante cupones. Las presentaciones heredadas del comunismo mezclan felizmente ingresos por ventas de productos y subsidios a la producción. En este vago marco florecieron los estafadores, en particular Viktor Kožený.
Además, la falta de capital nuevo se hizo sentir y provocó dificultades entre las empresas, que sólo la apertura al capital extranjero y métodos de gestión modernos podrían superar. Además, la falta de gradualismo y transparencia en el proceso no ha mejorado la eficiencia del mismo.
János Kornai, en particular, se opuso a la privatización de los bonos y pidió, en cambio, una subasta gradual a inversores privados.